# Karar Samedul Islam
Karar Samedul Islam (bengalisch কারার সামেদুল ইসলাম; geb. 15. Juli 1981) ist ein ehemaliger bangladeschischer Schwimmer.
Er trat bei den Olympischen Sommerspielen 2000 in Sydney im Wettbewerb über 100 m Brust an. Dabei kam er in den Vorläufen auf Platz 64. Er trat auch bei den Commonwealth Games 2002 in Manchester an.